# Никол Шерзингер
Никол Пресковија Еликолани Валијенте (енгл. Nicole Prescovia Elikolani Valiente; Хонолулу, 29. јун 1978), познатија као Никол Шерзингер (енгл. Nicole Scherzinger) америчка је певачица, текстописац, плесачица и глумица. Светску славу стекла је 2005. године у женској групи Пусикет Долс, у којој пева главне вокале, понекад уз помоћ Мелоди Торнтон.

## Биографија
Рођена је 29. јуна 1978. године у граду Хонолулу, на Хавајима. Њен отац је Филипинац, а мајка једним делом Хавајка, а другим Рускиња. Када се родила њена мајка је имала свега осамнаест година, и родитељи су јој се разишли још док је била беба. Касније се са мајком, сестром и очухом Гаријем Шерцингером, који је усвојио децу, преселила у Кентаки. Никол је одгајана у католичком духу, и, како је више пута изјављивала, у не баш сјајним финансијским условима, али уз пуну подршку мајке. Првобитно се уписује у Мејзик Средњу Школу, након чега се прикључује уметничкој школи а ускоро и глумачкој екипи Театра у Луивилу. Тамо је почела да се бави певањем, у једном хору. Ускоро почиње да се појављује на локалним такмичењима за таленте, глумце и моделинг, где 1999. године прекида студије због ангажмана у рок бенду Days Of The New, где је певала пратеће вокале. 

### Музичка каријера

#### 
Након појављивања на другом албуму рок бенда Days of the New 1999. године, Никол се пријављује у телевизијски шоу Попстарс, из ког се 2001. године изродила група Edens Crush, са њом као једним од главних вокала. Убрзо, група издаје први сингл „Get Over Yourself“, са којим постижу велики успех заузимањем прве позиције на Билбордовој листи 100 најслушанији песама. Након тога, крећу на промо турнеју као подршка Џесики Симпсон и групи NSync, међутим убрзо након тога се група напрасно распушта, а Никол наставља спорадично да ради на различитим пројектима, укључујући музику за филм „50 првих састанака“, односно наступ са Токијском филхармонијом. Никол је након пар година, тачније 2007. године, проговорила о групи у којој је првобитно наступала, изјавивши да јој је то искуство, иако негативно, помогло касније, када је требало да се прикључи Pussycat Dolls.
Никол се прикључила Pussycat Dolls у мају 2003. године, још док су наступале као бурлескна група, наводећи као разлог то што за њу представља изазов рад у групи са девојкама које су различите од ње, свака на свој начин. Из трупе 2005. године настаје музичка група, са шест чланица, која стиче светску славу сингловима „Dont Cha“, „Buttons“, „Stickwithy“, „When I Grow Up“ и другим, постигавши велики комерцијални успех са више од 10 милиона продатих албума, укључујући оба албума и реиздања. Скоро све песме на албуму је отпевала Никол, уз пратеће вокале Кармит Бунч и Мелоди Тортон, док је једина као текстописац од свих чланица учествовала у изради оба албума.

#### Соло каријера
Успех групе у којој наступа Никол је у више наврата искористила радећи на соло пројектима и дуетима са претежно ритам и блуз извођачима као што су Вил Смит, Диди, Авант, Шеги и други. У најави нових пројеката више пута је изјављивала да је њена жеља да се представи фановима у другачијем светлу и различито од улоге коју има у хрупи. Тако је урадила обраду песме Рио, групе Дјуран Дјуран, за потребе телевизијске рекламе, за коју је објављен и спот, док се 2008. године појављивала у промотивној кампањи Барака Обаме, односно у кампањи борбе против рака, са звездама као што су Ријана, Мараја Кери, Бијонсе, Сијера, Мајли Сајрус, Кери Андервуд. Једно од последњих соло појављивања, ван групе, било је у оквиру прославе 25-годишњице шоуа Америчко рвање у априлу, односно на концерту Слеша у октобру 2009. године, у Лас Вегасу, где је извела рок верзију песме 'When I Grow Up'. Касније је потврдила своје гостовање на његовом албуму који се очекује почетком 2010. године.

#### Соло албум ()
На овом пројекту Никол је радила у периоду од 2006. до 2008. године, за које време је снимила преко 100 композиција, у сарадњи са композиторима који су учествовали и на пројектима групе Пусикет Долс. Првобитно најављивано издавање у 2007. години, померено је за октобар 2008. године, а након тога, и за крај 2009. године, због обавеза Никол око издавања другог албума групе. Ипак, главни разлог тога што албум није реализован је неуспех синглова који су га најављивали. Песма „Whatever You Like“ урађена у сарадњи са T.I.-ом, није доживела очекивани успех заузевши тек 104. место на америчкој топ-листи. Убрзо након тога у септембру 2007. године издаје други сигл „Baby Love“, који постиже успех у Европи, нашавши се у Топ 15 песама у већини земаља, међутим, без успеха у Америци. Прате га још два неуспешна сингла, „Supervillain“ и „Puakenikeni“ након чега следи одгађање издавања албума. Касније, током 2009. године, Никол најављује оживљавање соло пројекта, и сарадњу са Леди Гагом и Рахманом, наводећи да ће на новом албуму радити са Тиммбаландом и Вил Ај Ем-ом, и да ће он представљати неђто потпуно ново и различито од онога што су њени фанови до сада могли да чују.

## Приватни живот
Никол је од 2007. до 2015. године била у вези са шампионом Формуле 1, Луисом Хамилтоном, од кога је старија 7 година.

## Дискографија

### Албуми
| Title       | Album details                                                                  | Peak chart positions | Peak chart positions | Peak chart positions | Peak chart positions | Peak chart positions |
| Title       | Album details                                                                  | FRA                  | IRE                  | NLD                  | SWI                  | UK                   |
| ----------- | ------------------------------------------------------------------------------ | -------------------- | -------------------- | -------------------- | -------------------- | -------------------- |
| Killer Love | - Released: March 18, 2011 - Label: Interscope - Formats: CD, digital download | 57                   | 14                   | 66                   | 55                   | 8                    |

## Синглови
| Title                                  | Year | Peak chart positions | Peak chart positions | Peak chart positions | Peak chart positions | Peak chart positions | Peak chart positions | Peak chart positions | Peak chart positions | Peak chart positions | Peak chart positions | Certifications  | Album              |
| Title                                  | Year | US                   | AUS                  | CAN                  | FRA                  | GER                  | IRE                  | NLD                  | SWE                  | SWI                  | UK                   | Certifications  | Album              |
| -------------------------------------- | ---- | -------------------- | -------------------- | -------------------- | -------------------- | -------------------- | -------------------- | -------------------- | -------------------- | -------------------- | -------------------- | --------------- | ------------------ |
| "Whatever U Like" (featuring T.I.)     | 2007 | —                    | —                    | 57                   | —                    | —                    | —                    | —                    | —                    | —                    | —                    |                 | Her Name Is Nicole |
| "Baby Love" (featuring will.i.am)      | 2007 | —                    | 57                   | —                    | —                    | 5                    | 15                   | 27                   | 51                   | 14                   | 14                   |                 | Her Name Is Nicole |
| "Supervillain"                         | 2007 | —                    | —                    | —                    | —                    | —                    | —                    | —                    | —                    | —                    | —                    |                 | Her Name Is Nicole |
| "Puakenikeni" (featuring Brick & Lace) | 2007 | —                    | —                    | —                    | —                    | —                    | —                    | —                    | —                    | —                    | —                    |                 | Her Name Is Nicole |
| "Poison"                               | 2010 | —                    | —                    | —                    | —                    | —                    | 7                    | —                    | —                    | —                    | 3                    |                 | Killer Love        |
| "Don't Hold Your Breath"               | 2011 | —                    | 17                   | —                    | 45                   | —                    | 4                    | 15                   | —                    | 62                   | 1                    | - AUS: Platinum | Killer Love        |
| "Right There" (featuring 50 Cent)      | 2011 | 39                   | 13                   | 44                   | —                    | —                    | 7                    | —                    | —                    | —                    | 3                    |                 | Killer Love        |
| "Wet"                                  | 2011 | —                    | —                    | —                    | —                    | —                    | —                    | —                    | —                    | —                    | —                    |                 | Killer Love        |
|                                        |      |                      |                      |                      |                      |                      |                      |                      |                      |                      |                      |                 |                    |

| Title                                                           | Year | Peak chart positions | Peak chart positions | Peak chart positions | Peak chart positions | Peak chart positions | Peak chart positions | Peak chart positions | Peak chart positions | Peak chart positions | Peak chart positions | Certifications                | Album          |
| Title                                                           | Year | US                   | AUS                  | CAN                  | FRA                  | GER                  | IRE                  | NLD                  | SWE                  | SWI                  | UK                   | Certifications                | Album          |
| --------------------------------------------------------------- | ---- | -------------------- | -------------------- | -------------------- | -------------------- | -------------------- | -------------------- | -------------------- | -------------------- | -------------------- | -------------------- | ----------------------------- | -------------- |
| "Lie About Us" (Avant featuring Nicole Scherzinger)             | 2006 | —                    | —                    | —                    | —                    | —                    | —                    | —                    | —                    | —                    | 76                   |                               | Director       |
| "You Are My Miracle" (Vittorio featuring Nicole Scherzinger)    | 2006 | —                    | —                    | —                    | —                    | —                    | —                    | —                    | —                    | —                    | —                    |                               | Vittorio       |
| "Come to Me" (Diddy featuring Nicole Scherzinger)               | 2007 | 9                    | 11                   | —                    | 15                   | 6                    | 3                    | —                    | 44                   | 3                    | 4                    |                               | Press Play     |
| "Scream" (Timbaland featuring Keri Hilson & Nicole Scherzinger) | 2007 | —                    | 20                   | 41                   | —                    | 9                    | 10                   | 13                   | 8                    | 45                   | 12                   |                               | Shock Value    |
| "We Are the World 25 for Haiti" (with Artists for Haiti)        | 2010 | 2                    | 18                   | 7                    | —                    | —                    | 9                    | —                    | 17                   | —                    | 50                   |                               | Charity single |
| "Heartbeat" (Enrique Iglesias featuring Nicole Scherzinger)     | 2010 | —                    | 5                    | 72                   | 4                    | —                    | 21                   | 20                   | 52                   | —                    | 8                    | - AUS: 2× Platinum - NZ: Gold | Euphoria       |
| "Coconut Tree" (Mohombi featuring Nicole Scherzinger)           | 2011 | —                    | —                    | —                    | 75                   | —                    | —                    | —                    | 8                    | —                    | —                    |                               | MoveMeant      |
|                                                                 |      |                      |                      |                      |                      |                      |                      |                      |                      |                      |                      |                               |                |

| Song          | Year | Peak | Album       |
| Song          | Year | UK   | Album       |
| ------------- | ---- | ---- | ----------- |
| "Killer Love" | 2011 | 184  | Killer Love |

### Видеографија
| Спот                   | Година | Режисер               |
| ---------------------- | ------ | --------------------- |
| Lie About Us           | 2006   | Бени Бум              |
| Come to me             | 2006   | Крис Робинсон         |
| Whatever U Like        | 2007   | Пол Хунтер            |
| Baby Love              | 2007   | Францис Лавренс       |
| Scream                 | 2008   | Џастин Францис        |
| Heartbeat              | 2010   | Хиро Мураи            |
| Poison                 | 2010   | Џозеф Кан             |
| Don't Hold Your Breath | 2011   | Рич Ли                |
| Right There            | 2011   | Пол Хунтер            |
| Coconut Tree           | 2011   | Director X            |
| Wet                    | 2011   | Џастин Францис        |
| Try with Me            | 2011   | Арон Плат,Џозеф Томан |
| Boomerang              | 2013   | Nathalie Canguilhem   |
| Fino All'Estasi        | 2013   | Роберт Хејлс          |
| Your Love              | 2014   | Dawn Shadforth        |
| On the Rocks           | 2014   | Тим Матиа             |
| Run                    | 2014   | Кристофер Симс        |
| Bang                   | 2014   | Anders Rostad         |
| Papi                   | 2016   |                       |
| She's Bingo            | 2021   |                       |

са Pussycat Dolls
| Спот                         | Година | Режисер         |
| ---------------------------- | ------ | --------------- |
| Sway                         | 2004   | Стив Антин      |
| Don't Cha                    | 2005   | Пол Хунтер      |
| Stickwitu                    | 2005   | Нигел Дик       |
| Beep                         | 2005   | Бени Бум        |
| Buttons                      | 2006   | Френцис Лавренс |
| I Don't Need a Man           | 2006   | Крис Ејплбум    |
| Wait a Minute                | 2006   | Марк Веб        |
| When I Grow Up               | 2007   | Џозеф Кан       |
| Whatcha Think About That     | 2007   | Дајан Мартел    |
| I Hate This Part             | 2007   | Џозеф Кан       |
| Bottle Pop                   | 2009   | Томас Клос      |
| Jai Ho! (You Are My Destiny) | 2009   | Томас Клос      |
| Hush Hush; Hush Hush         | 2009   | Рич Ли          |
| React                        | 2020   | Бредли,Пабло    |